# Гауангельбах
Гауангельбах (нем. Gauangelbach, разг. нем. Angelbach — Ангельбах) — река в Германии, протекает по земле Баден-Вюртемберг. Длина реки — 13,261 км, площадь водосборного бассейна — около 26,9 км².
Разговорное название реки «Ангельбах» совпадает с разговорным названием недалеко протекающей реки Вальдангельбах — левым притоком Лаймбаха.

## Течение
Исток реки находится на юго-западном склоне горы Кёнигштуль, примерно в 700 метрах западнее коммуны Гайберг, на высоте около 336 метров над уровнем моря. Гауангельбах течёт преимущественно в южном направлении, впадая в реку Лаймбах с правой стороны к востоку от коммуны Дильхайм, на высоте приблизительно 141 метр над уровнем моря.